# Хемптон (Небраска)
Хемптон (енгл. Hampton) град је у америчкој савезној држави Небраска.

## Демографија
По попису из 2010. године број становника је 423, што је 16 (-3,6%) становника мање него 2000. године.
| Група             | 2000.       | 2010.       |
| Белци             | 432 (98,4%) | 408 (96,5%) |
| Афроамериканци    | 1 (0,2%)    | 0 (0,0%)    |
| Азијати           | 0 (0,0%)    | 4 (0,9%)    |
| Хиспаноамериканци | 1 (0,2%)    | 8 (1,9%)    |
| Укупно            | 439         | 423         |